# Williamstown, Victoria
Williamstown är en ort i Australien. Den ligger i kommunen City of Hobsons Bay i delstaten Victoria. Den är en del av storstadsområdet kring delstatshuvudstaden Melbourne. Antalet invånare är 13 203.